# 그레고어 멘델
그레고어 요한 멘델(독일어: Gregor Johan Mendel, 1822년 7월 20일~1884년 1월 6일)은 오스트리아의 식물학자, 원예학자이며 아우구스티노회의 수사이자 사제로서 이른바 멘델의 유전법칙을 발견하여 유전학의 수학적 토대를 마련하고 유전학의 첫 장을 연 생물학자이다.

## 생애

### 탄생(자연과학 연구 초기)
멘델은 1822년 7월 20일에 오스트리아 제국의 메렌 지방의 작은 읍인 하인첸도르프바이오드라우(현재의 체코 모라바슬레스코주 힌치체)에서 소작인의 아들로 태어났다. 어릴 적부터 농사와 원예 일을 도왔던, 멘델은 자연스레 자연과학에 관심을 보이게 되었다. 1834년부터 1840년까지는 트로파우(지금의 체코의 오파바)의 김나지움(대한민국의 중·고등학교에 해당)과정을 다녔고, 1840년에서 1843년까지는 올뮈츠(지금의 체코의 올로모우츠)의 철학연구소에서 대학 진학을 위한 보충교육을 받았다. 하지만 학문에 대한 커다란 애착에도 불구하고 아버지의 지주가 시키는 강제노동으로 허리를 다쳐 병이 나는 바람에 멘델은 대학교 진학을 포기하고, 1843년 고향 근처에 있는 소도시인 모라바의 브륀(지금의 체코 브르노)에 있는, 14세기에 건립된 아우구스티노회에 입회했으며, 그레고리오라는 수도명을 받았다. 로마 가톨릭 수사로서의 생활은 멘델을 물질적 결핍에서 해방시켰으며, 수도회에서 운영하는 신학교에서 신학을 공부하여 1847년에 로마 가톨릭 사제 서품을 받았으며, 수도원에서 수련 생활을 하는 동안에 과학에 대한 많은 지식을 습득했다. 그 뒤 대수도원장의 추천으로 빈 대학교에 겨울학기 청강생으로 입학했으며 이곳에서 물리학·화학·수학·동물학·식물학 등의 자연과학 기초 강의를 들으며 공부했다(1851 ~ 53). 1853년에는 견문과 학계와의 접촉을 넓히기 위해 빈의 동식물학회에 가입하게 되고, 1854년 완두콩의 해충에 관한 연구를 학회에서 발표한다. 1854년 그는 브륀으로 다시 돌아와 1868년까지 브륀 국립 실과 학교에서 자연과학을 가르쳤으나 교원 자격증은 끝내 얻지 못했다.

## 성격
차분하며 호기심이 많고 무언가를 이루고자 하는 열정이 있다.

### 완두콩실험 및 유전 법칙 연구
그는 1856년부터는 수도원에 있는 조그마한 뜰에서 완두를 재료로 하여 유전에 대한 실험을 시작, 7년 후 '멘델의 법칙'(Mendelism/Mendel's law)을 발견하였다. 이 사실을 1865년 브륀의 자연 과학 협회의 정례회에서 발표하고, 그 논문은 따로 인쇄하여 발표하였다. 그동안 식물에 대한 225회에 이르는 인공 교배를 하여 1만 2,000종의 잡종을 얻었으며, 계속 실험에 열중하였다. 하지만 그의 연구는 인정받지 못하고 1900년대에 들어서야 재조명을 받게 된다.

### 완두콩 실험 이후
식물학·양봉·기상학에 대한 그의 관심과 연구는 세상을 떠날 때까지 계속되었으나 1868년 수도원장이 되면서 과학은 그의 생활에서 조금 벗어나게 되었으며, 1872년 공포된 교회 과세법에 반대, 정부와 대립하여 전 재산을 몰수하는 등 지루한 싸움을 계속했다. 결국 그는 만성 신장병으로 고생하는 등 불우한 가운데 일생을 마쳤다. 그러나 그가 선종한 뒤 멘델의 법칙이 학계에 받아들여졌다. 1910년 브륀(현재의 체코 브르노)에 그의 동상이 세워졌으며, 그 곳은 '멘델 광장'이라고 불리게 되었다.

## 업적
1856년부터 수도원의 작은 정원에서 실험을 시작하여 유전의 기본원리를 발견했으며 이러한 원리들은 나중에 유전학으로 발전하게 되었다. 그는 혼자 힘으로 연구를 했으나, 과학에 대한 관심을 유발시키는 분위기 속에서 일할 수 있었다. 고등학교에서 그와 함께 일했던 동료들 가운데 몇몇은 과학에 깊은 관심을 가지고 있었는데, 이들은 1862년 브륀에서 자연과학학회를 창립했으며 멘델은 이 모임에서 중요한 직책을 맡았다. 수도원과 학교의 도서관에는 중요한 과학 서적들이 많이 있었으며 그중에서도 그는 아버지의 과수원과 농장에서 얻었던 경험들 때문에 깊은 관심을 지니고 있었던 농학·원예학·식물학에 관한 책을 많이 보았다. 멘델 자신도 이 분야에 대한 새로운 책들이 나오면 곧 구입을 했는데, 이러한 사실은 1860, 1870년대에 출판된 찰스 다윈의 연구노트를 보면 알 수 있다. 그러나 멘델은 다윈의 맨 처음 저서가 나오기 전에, 또한 유전이 진화의 원인으로서 가장 기초적인 역할을 한다는 사실이 널리 알려지기 전에 이미 실험을 시작했던 것만은 확실하다. 그는 1865년 2월 8일과 3월 8일에 열린 브륀 자연과학학회에서 결과를 보고할 때에도 '식물의 교잡'에 대한 깊은 관심을 언급했으며, 이 분야에서 자기보다 먼저 발표한 사람들의 연구들에 대한 자기의 견해를 밝히면서 단호하게 다음과 같이 말했다. "꿍하거나, 이들 사이의 통계적 상관도를 명확히 밝힐 수 있을 만큼 폭넓고 올바른 방법으로 이루어졌던 것은 하나도 없다."
유전 연구 실험에 반드시 필결할 수 있었다. 요한 조건에 대한 이러한 논술과 그 조건들을 만족시켜주는 예비 실험 자료들을 통해 그는 유전과 진화 및 일반적인 생물 현상들을 이해하는 데 기초가 되는 여러 문제들을 해결했다.

### 유전법칙의 발견

우성과 열성 표현형 (1)부모 세대 (2)F1 세대 (3)F2 세대

그는 자신이 관찰하면서 정원에서 길렀던 여러 가지 완두를 서로 교배했다. 이들 완두는 키가 큰 것과 작은 것, 잎겨드랑이에서 꽃이 피었을 때 색이 있는 것과 없는 것 등과 같이 일정한 차이를 보이는 대립형질과, 씨의 색·모양, 줄기에 꽃이 피는 위치, 콩꼬투리의 모양 등 유사한 차이를 갖는 대립형질을 갖고 있었다. 그는 식물에서 눈으로 볼 수 있는 대립형질이 변종과 그들의 자손에 계속 나타나는 것은 유전의 기본단위 때문이라는 이론을 세웠는데, 이 유전단위가 지금은 유전자로 알려져 있다. 실험결과에 대한 멘델의 해석은 사람을 포함한 다른 생물들을 통해 계속 관찰되면서 충분히 증명되었는데, 이는 유전단위가 간단한 통계법칙을 따른다는 것이었다. 이러한 법칙의 기본원리는 잡종의 생식세포 안에는 양친 중 어느 한쪽에서 온 유전물질 절반과 다른 한쪽에서 온 유전물질이 절반씩 들어 있다는 것이다. 이와 같이 생식세포 안에서 대립형질이 분리되는 것을 멘델의 제1법칙 또는 분리의 법칙이라고 한다. 또한 그는 대립형질들이 여러 쌍 있을 경우, 이러한 형질들은 모든 가능한 조합을 이루며 독립적으로 자손들에게 전해진다고 했다. 그가 뿌린 완두의 여러 변종들에서, 그는 독립유전의 법칙에 따라 무작위로 재조합된 7쌍의 대립형질들을 관찰했으며, 이러한 원리를 통계적으로 검증하고, 실험을 통해 확인했다.
현재 멘델의 제2법칙, 즉 독립의 법칙은 서로 다른 연관 그룹 또는 서로 다른 염색체 상에 있는 유전자에만 적용되는 것으로 알려지고 있다. 또한 멘델은 우성도 관찰했는데, 이것은 잡종이 대립형질 가운데 1가지 형질만 나타내는 것이다. 그는 이러한 형질을 우성형질이라고 했으며, 관찰한 7쌍의 형질에 모두 나타난다고 보았으나 더욱 광범위한 실험을 통해서 이것이 모든 대립형질에 적용되지는 못한다는 것이 확인되었다. 그러나 이러한 제한성들이 그가 처음 증명한 특별한 유전단위 또는 유전자에 의한 유전 체계가 기본적으로 틀렸음을 나타내는 것은 아니다. 20세기 초 멘델의 유전법칙이라고 부르는 이 체계는 검증·확인되어 일반적인 사실로 받아들여졌으며 또한 생물학의 기본적인 원리 중의 하나가 되었다. 실험결과로부터 유추한 이러한 이론과 설명은 2편의 논문에 실려 있는데, 1865년초 자연과학학회에서 발표했으며 다음해 이를 좀더 자세하게 기록해 학회 회보에 게재했다. 〈식물의 잡종에 관한 연구〉라는 제목이 붙은 이 논문은 유럽과 미국의 주요한 도서관에 보내졌지만 당시에는 브륀이나 다른 지역에서도 생물학적인 견해에 아무런 영향을 주지 못한 것으로 보인다. 뮌헨대학교의 유명한 식물학자 칼 빌헬름 폰 네겔리는 멘델의 기념비적인 논문을 받아들인 대표적인 학자지만 멘델과 주고받은 편지 내용으로 미루어보아 네겔리조차도 멘델의 논문에 실린 수학적 논리를 완전히 이해하지 못했던 것으로 보인다. 그러나 멘델은 꾸준히 연구를 계속해 다른 식물에서도 자신의 이론을 검증하려고 노력했다. 1869년 또다른 1편의 논문을 발표했으나 그가 조사한 식물은 네겔리가 멘델에게 실험재료로 추천한 조밥나물속으로, 이 식물의 배는 수정이 일어나지 않고 밑씨가 자라 만들어지는 체세포 단위생식을 하기 때문에 검증재료로는 본질적으로 적당하지 못했으며 멘델의 원리를 확인하기에도 부적합했다.

### 실험의 의의
말년에 그는 "나의 시대는 반드시 온다."라고 말하였다고 하는데, 사실 그의 업적은 유전과 진화의 문제를 해석하는 데 있어 획기적인 대발견이었으며, 그에 의하여 유전학이 창시되었다고 할 수 있다. 또한 멘델의 연구는 ‘관찰→가설 설정→실험→법칙 수립’으로 이어지는 근대과학적 방법론을 충실히 따랐다. 실질적이고도 명확한 근거를 통해 누구도 반박할 수 없는 유전학적 법칙을 완결했다는 의미를 가진다. 실제로 그의 실험은 그 계획의 교묘함과 실험의 정확성, 자료 처리법이 탁월한 점, 논리가 명쾌한 점 등 생물학 사상 가장 뛰어난 실험의 하나로 꼽히고 있다.

## 멘델 연구의 재조명
그는 동료 수도사들과 자기가 살던 도시 사람들의 사랑과 존경을 받았으나, 당시의 위대한 생물학자들에게는 전혀 알려지지 않았다. 1900년 유럽의 식물학자 카를 코렌스, 에리히 폰 체르마크, 휘호 더프리스 등이 각각 멘델과 비슷한 결과를 얻어내고 34년 전에 발표된 실험결과와 개괄적인 원리를 문헌에서 찾아냄으로써 그는 선종한 뒤 명성을 얻게 되었다. 지금은 멘델의 실험이 유전학 역사의 한 부분이 되었고 많은 나라의 생물학자들이 멘델의 학설을 확인하고 그 응용 범위를 넓히고 있으며, 진화학·발생학·생리학·생화학·의학·농학·사회과학 등을 이해하는 데도 큰 영향을 미치고 있다.

## 같이 보기
- 멘델의 유전법칙
- p-해킹